# 葉韻怡
葉韻怡（英語：Vivian Yip Wan Yi，6月8日—），香港電台節目主持。

## 背景
葉韻怡出生於1970年代，早年在荃灣區深井東村山上、由父親興建的石屋成長。她曾就讀位於深井的一間幼稚園及九龍城浸信會幼稚園，畢業於大河道坤慈幼稚園（現為綠楊幼稚園）和荃灣天主教小學（小一至小六）。而後曾就讀一所男女子中學。在讀小學期間名列前茅，體育科表現不錯。在讀中學期間則是長跑隊隊員。她中學畢業後在服裝店及影視店當兼職員工。未幾進入香港電台做幕後工作，為《朝朝早精神好》作節目準備。後來管理層認為她的聲線不錯，便安排她試做外勤記者，負責採訪娛樂新聞；到後來就當了唱片騎師，主持點唱節目《黃昏點唱樂園》。有一天，她的辦公桌上有幾封不明來歷的信，信封沒有郵票只有郵戳，信封內的信紙薄如蟬翼，像用作紙巾的紙；她好奇怎麼還有人用這樣的紙寫信點唱，一讀之下才發現信件是來自監獄的，有在囚人士希望點唱；最後，她決定在節目中讀出點唱信。隨後數周，她收到來自在囚人士的信越來越多，信件在辦公桌上堆成一座小山。於是，她便找監製商量開創一個新節目，專為在囚人士點唱。自2000年10月開始，葉韻怡便在香港電台第一台主持節目「萬千寵愛」，節目主要讀出在囚人士的來信，並接聽囚犯家人的電話。節目名稱是她和當時一台節目總監楊吉璽一起想出來，意思是希望大家寵愛自己，亦愛她為大家揀選的歌曲。這個電台節目及後更延伸至懲教署，例如會邀請牧師文子安在懲教署進行節目錄音，以及邀請歌手鄭欣宜前往探望和現場清唱等。
在節目以外，葉韻怡多年來經常到全港各監獄探訪，懲教署更委任她為「更生天使」，2014年更獲頒「行政長官社區服務獎狀」及「年度十大感動人物」。此外，她亦曾出版《我的藍朋友》一書，講述一些在囚人士的故事；她把所有的版稅收益捐往「心愛基金」，支持在囚人士進修。葉韻怡現時既主持電台節目「萬千寵愛」和電視體育節目「港台體壇123」，又任職禮儀師兼遺體化妝師。

## 個人生活
葉韻怡育有一對子女，名為鈺軒和彥妡，她有時候會帶小兄妹到電台做節目，或為聽眾錄下鼓勵說話。2008年，葉韻怡跟前夫離婚，她便決心盡量減少工作，做好媽媽的角色。
2017年3、4月，她突然患上貝賽特氏症，及至5月康復。

## 主持節目

### 現時主持節目
- 《萬千寵愛》— 香港電台第一台，由2000年啟播
- 《精靈一點》— 香港電台第一台：曾與邵國華成為該節目的第一任主持人，現為替工
- 《守下留情》— 香港電台第一台：替工

### 過去主持節目
- 《數字人生》— 香港電台第一台：替工
- 《清晨爽利》— 香港電台一﹑五台：替工（2013年8月23日及26日至30日）
- 《有你同行》— 香港電台第五台
- 《港台體壇123》— 香港電台第一台，由2021年啟播

## 其他工作
- 2009年東亞運動會大會指定雙語播報員
- 香港考試及評核局「全港性系統評估——聆聽評估」指定聲音演繹

## 出版
- 《我的「藍」朋友——在囚人士的故事》— 明窗出版社[4]

## 外部連結
- 香港電台 節目主持介紹 （页面存档备份，存于）